# Glany

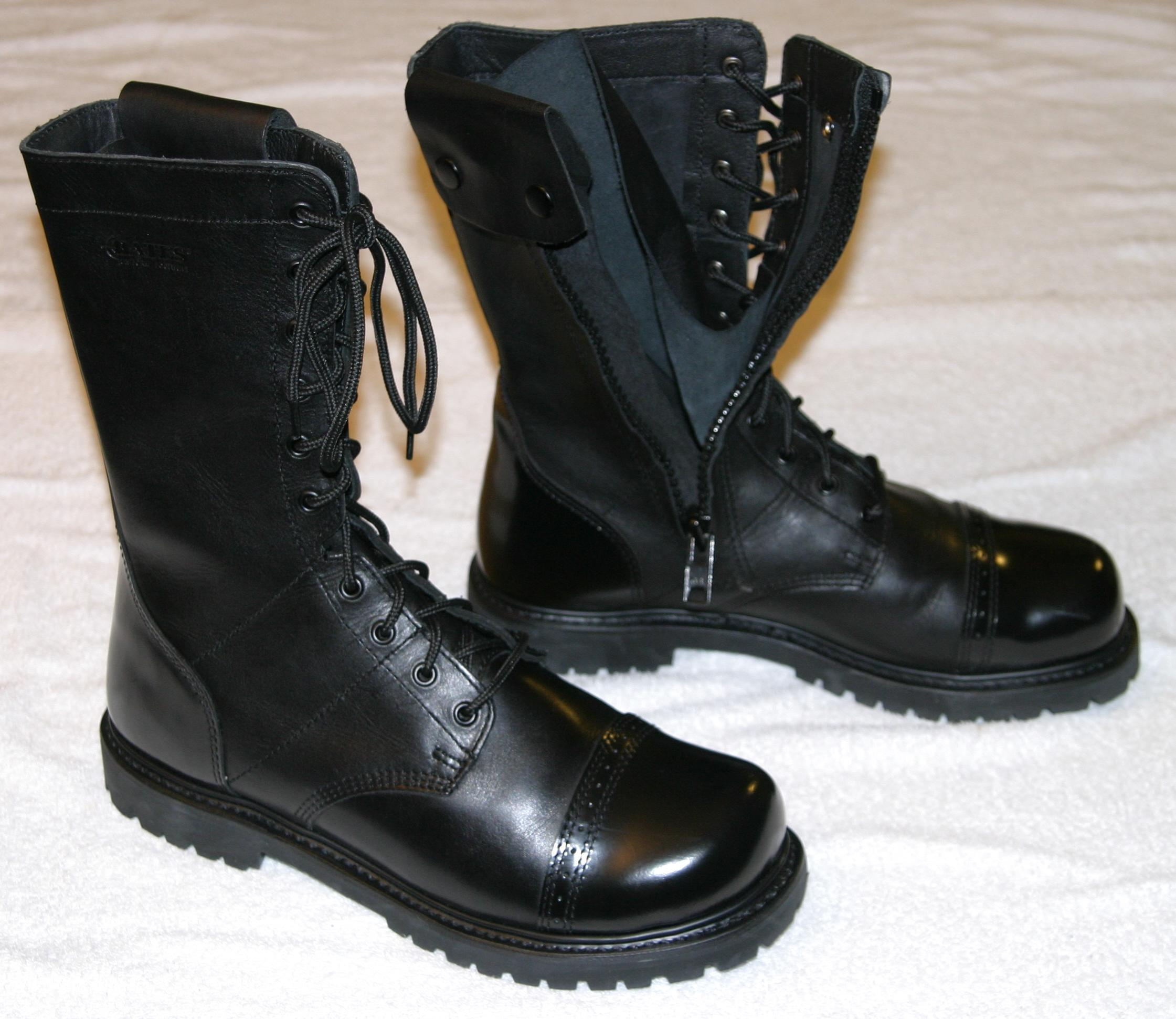
Glany

Glany – ciężkie, skórzane buty (waga „standardowych” glanów, tj. dziesięciooczkowych, zwanych popularnie dziesiątkami i sięgających do ok. ⅓ łydki, wynosi ok. 750 g każdy), zwykle czarne, rzadziej w różnych kolorach i wzorach. Cholewy zachodzące za kostkę, czasem nawet do kolan, często wzmocnione blachą na palcach (często także na pięcie). 
Noszone przez część grup subkulturowych: punków i skinheadów, popularne są również wśród metalowców oraz gotów. Buty podobne do glanów noszone są też przez służby mundurowe (np. wojsko czy policję), harcerzy i osoby pracujące w halach fabrycznych i warsztatach. 
Główną cechą glanów jest ich wygląd, odróżniający się od obuwia noszonego na co dzień na ulicy. Często dla wyróżnienia sznurowadła w glanach zamieniane są na wyraźnie kontrastujące barwą, np. białe, czerwone lub w barwach fluorescencyjnych, czasami odmiennej barwy w każdym bucie. Często kolor sznurowadła świadczyć ma o guście muzycznym bądź przekonaniach politycznych właściciela butów (np. białe są typowe dla skinheadów, a czerwone dla anarchistów). Określenie „glany" oznaczało początkowo buty z demobilu lub podobne do nich obuwie robocze, z czasem specjalnie produkowane „glany", w różnych kolorach, trafiły do ogólnodostępnych sklepów z obuwiem, stając się nie elementem manifestacji kontestacji, ale modą.
W latach 80. XX w. w Polsce popularne były tzw. rumunki, czyli specjalistyczne obuwie robotnicze (kolej, budownictwo) sprowadzane do Polski z Rumunii, charakteryzujące się długą sznurowaną cholewą. W medycynie często stosowane jako obuwie ortopedyczne, szczególnie dla osób po urazach śródstopia, kostki i łydki.